# Wuliuano
O estágio Wuliuano é o quinto estágio do Cambriano e o primeiro estágio da Série Miaolínguico do Cambriano. Foi formalmente definido pelo ICS em 2018. Sua base é definida pela primeira aparição da espécie de trilobita Oryctocephalus indicus; termina com o início do Estágio Drumiano, marcado pelo primeiro aparecimento da trilobita Ptychagnostus atavus há cerca de 504,5 milhões de anos.
O 'pico de ouro' que define formalmente esse período é encontrado na seção Wuliu-Zengjiayan da formação Kaili, perto da vila Balang nas montanhas Miaoling, Guizhou, na China.